# Руденко, Семён Андреевич
Семён Андреевич Руденко (укр. Семен Андрійович Руденко, 1904 года, село Гудымовка — 14 ноября 1967 года, село Калюжное, Лебединский район, Сумская область, Украинская ССР) — председатель колхоза «Советское село» Лебединского района Сумской области. Герой Социалистического Труда (1948).

## Биография
Родился в 1904 году в крестьянской семье в селе Гудымовка (сегодня — Лебединский район Сумской области). С 1921 года — председатель комитета взаимопомощи, председатель сельсовета. Занимал различные руководящие органы Лебединского района. Был председателем исполкома районного совета в Тернопольской области. Участвовал в Великой Отечественной войне. После демобилизации избран председателем колхоза «Советское село» Лебединского района. Находился на этой должности до 1966 года.
В 1947 году колхоз «Советское село» собрало в среднем по 42 центнеров пшеницы и по 30 центнеров ржи с каждого гектара. За эти выдающиеся трудовые достижения был удостоен в 1948 году звания Героя Социалистического Труда. В 1950 году средний урожай зерновых составил 24,5 центнеров и в 1959 году — по 26,8 центнеров с каждого гектара. По итогам социалистического соревнования колхоз получил Переходящее Красное Знамя районного комитета КПУ.
Под его руководством было электрифицировано 13 населённых пунктов Лебединского района.
Скончался 14 ноября 1967 года в селе Калюжное Лебединского района.

## Награды
- Герой Социалистического Труда — указом Президиума Верховного Совета от 16 февраля 1948 года
- Орден Ленина — дважды (1948, 1950)
- Орден Трудового Красного Знамени (1950)